# Bibliografia lui H. P. Lovecraft
Aceasta este lista completă a operelor lui H. P. Lovecraft

## Ficțiune
| Titlu | Data scrierii               | Data publicării | Forma literară           |
| --- | --------------------------- | --------------- | ------------------------ |
| The Tomb (Cavoul)                                                                                                   | Jun 1917                    | Mar 1922        | povestire                |
| Dagon | iul. 1917                   | nov. 1919       | povestire                |
| A Reminiscence of Dr. Samuel Johnson                                                                                | începutul verii 1917        | sept. 1917      | povestire                |
| Polaris | primăvara-vara 1918         | dec. 1920       | povestire                |
| Beyond the Wall of Sleep (Dincolo de zidul somnului)                                                                | primăvara 1919              | oct. 1919       | povestire                |
| Memory | primăvara 1919              | iun. 1919       | Flash Ficțiune           |
| Old Bugs | c.iulie 1919                | 1959            | povestire                |
| The Transition of Juan Romero (Tranziția lui Juan Romero)                                                           | 16 sept. 1919               | 1944            | povestire                |
| The White Ship (Corabia albă)                                                                                       | c.oct. 1919                 | nov. 1919       | povestire                |
| The Doom that Came to Sarnath (Blestemul din Sarnath)                                                               | 3 dec. 1919                 | iun. 1920       | povestire                |
| The Statement of Randolph Carter                                                                                    | Dec 1919                    | mai 1920        | povestire                |
| The Street (Strada)                                                                                                 | late 1919                   | Dec 1920        | povestire                |
| The Terrible Old Man                                                                                                | 28 Jan 1920                 | Jul 1921        | povestire                |
| The Cats of Ulthar (Pisicile din Ulthar)                                                                            | 15 Jun 1920                 | Nov 1920        | povestire                |
| The Tree (Copacul)                                                                                                  | Jan-Jun 1920                | Oct 1921        | povestire                |
| Celephaïs | începutul lui Nov 1920      | mai 1922        | povestire                |
| From Beyond (Lumea de dincolo)                                                                                      | 16 Nov 1920                 | Jun 1934        | povestire                |
| The Temple (Templul)                                                                                                | c. Jun-Nov 1920             | Sep 1925        | povestire                |
| Nyarlathotep | c.Nov 1920                  | Nov 1920        | povestire                |
| The Picture in the House (Ilustrația din carte)                                                                     | 12 Dec 1920                 | Sum 1921        | povestire                |
| Facts Concerning the Late Arthur Jermyn and His Family (Fapte privitoare la defunctul Arthur Jermyn și familia lui) | Fall 1920                   | Mar & Jun 1921  | povestire                |
| The Nameless City                                                                                                   | Jan 1921                    | Nov 1921        | povestire                |
| The Quest of Iranon (Căutarea lui Iranon)                                                                           | 28 Feb 1921                 | Jul-Aug 1935    | povestire                |
| The Moon-Bog | 10 Mar 1921                 | Jun 1926        | povestire                |
| Ex Oblivione | 1920-Mar 1921 (unclear)     | Mar 1921        | povestire                |
| The Other Gods (Zeii ceilalți)                                                                                      | 14 Aug 1921                 | Nov 1933        | povestire                |
| The Outsider | Spr-Sum 1921                | Apr 1926        | povestire                |
| The Music of Erich Zann                                                                                             | Dec 1921                    | Mar 1922        | povestire                |
| Sweet Ermengarde | c.1919-21?                  | 1943            | povestire                |
| Hypnos | Mar 1922                    | mai 1923        | povestire                |
| What the Moon Brings                                                                                                | 5 Jun 1922                  | mai 1923        | povestire                |
| Azathoth | Fragment Jun 1922           | Jun 1938        | roman Fragment           |
| Herbert West–Reanimator (Herbert West Reanimatorul)                                                                 | Oct 1921-Jun 1922           | Feb-Jul 1922    | povestire                |
| The Hound (Dulăul)                                                                                                  | Oct 1922                    | Feb 1924        | povestire                |
| The Lurking Fear | Nov 1922                    | Jan-Apr 1923    | povestire                |
| The Rats in the Walls (Șobolanii din ziduri)                                                                        | Aug-Sep 1923                | Mar 1924        | povestire                |
| The Unnamable | Sep 1923                    | Jul 1925        | povestire                |
| The Festival | Oct 1923                    | Jan 1925        | povestire                |
| The Shunned House                                                                                                   | Oct 1924                    | 1937            | povestire                |
| The Horror at Red Hook (Oroarea de la Red Hook)                                                                     | 1-2 Aug 1925                | Jan 1927        | povestire                |
| He | 11 Aug 1925                 | Sep 1926        | povestire                |
| In the Vault | 18 Sep 1925                 | Nov 1925        | povestire                |
| Cool Air (Aer rece)                                                                                                 | Feb 1926                    | Mar 1928        | povestire                |
| The Call of Cthulhu (Chemarea lui Cthulhu)                                                                          | Aug-Sep 1926                | Feb 1928        | povestire                |
| Pickman's Model | Sep 1926                    | Oct 1927        | povestire                |
| The Strange High House in the Mist (Cabana din ceață)                                                               | 9 Nov 1926                  | Oct 1931        | povestire                |
| The Silver Key (Cheia de argint)                                                                                    | Nov 1926                    | Jan 1929        | povestire                |
| The Dream-Quest of Unknown Kadath (În căutarea cetății Kadath)                                                      | Oct 1926-22 Jan 1927        | 1943            | nuvelă                   |
| The Case of Charles Dexter Ward                                                                                     | Jan-1 Mar 1927              | mai & Jul 1941  | roman                    |
| The Colour Out of Space                                                                                             | Mar 1927                    | Sep 1927        | povestire                |
| The Descendant (Descendentul)                                                                                       | Fragment începutul lui 1927 | 1938            | povestire Fragment       |
| The Very Old Folk                                                                                                   | 3 Nov 1927                  | Sum 1940        | povestire                |
| History of the Necronomicon                                                                                         | sketch Fall 1927            | 1938            | Scurtă pseudo-istorie    |
| The Dunwich Horror                                                                                                  | Aug 1928                    | Apr 1929        | povestire                |
| Ibid | Sum 1928                    | Jan 1938        | povestire                |
| The Whisperer in Darkness (Cel care șușotea în întuneric)                                                           | 24 Feb-26 Sep 1930          | Aug 1931        | povestire                |
| At the Mountains of Madness                                                                                         | 24 Feb-22 Mar 1931          | Feb-Apr 1936    | nuvelă                   |
| The Shadow Over Innsmouth (Coșmarul din Innsmouth)                                                                  | Nov-3 Dec 1931              | Apr 1936        | nuvelă                   |
| The Dreams in the Witch House                                                                                       | Feb 1932                    | Jul 1933        | povestire                |
| The Thing on the Doorstep (Monstrul din prag)                                                                       | 21-24 Aug 1933              | Jan 1937        | povestire                |
| The Book (Cartea)                                                                                                   | Fragment c.Oct 1933         | 1938            | Unfinished povestire     |
| The Evil Clergyman (Clericul blestemat)                                                                             | Letter extract Fall 1933    | Apr 1939        | Extras dintr-o scrisoare |
| The Shadow Out of Time                                                                                              | 10 Nov 1934- 22 Feb 1935    | Jun 1936        | nuvelă                   |
| The Haunter of the Dark (Cel ce bântuia în bezne)                                                                   | 5-9 Nov 1935                | Dec 1936        | povestire                |

## Colaborări, revizuiri
| Titlu                                          | Data scrierii        | Data publicării | Collaborator(i) (sau echivalent)                               |
| ---------------------------------------------- | -------------------- | --------------- | -------------------------------------------------------------- |
| The Battle that Ended the Century              | Jun 1934             | Jun 1934        | R. H. Barlow                                                   |
| Bothon                                         | 1946                 | 1946            | Henry S. Whitehead                                             |
| The Challenge from Beyond                      | Aug 1935             | Sep 1935        | C.L. Moore, A. Merritt, Robert E. Howard și Frank Belknap Long |
| Collapsing Cosmoses                            | 1938                 | 1938            | R. H. Barlow                                                   |
| The Crawling Chaos                             | c. Dec 1920          | Apr 1921        | Winifred V. Jackson                                            |
| The Curse of Yig                               | Spring 1928          | Nov 1929        | Zealia Bishop                                                  |
| The Diary of Alonzo Typer                      | Oct 1935             | Feb 1938        | William Lumley                                                 |
| The Disinterment                               | Sep 1935             | Jan 1937        | Duane W. Rimel                                                 |
| The Electric Executioner                       | Jul 1929             | Aug 1930        | Adolphe de Castro                                              |
| The Green Meadow                               | c. 1918-1919         | Spring 1927     | Winifred V. Jackson                                            |
| Four o'clock                                   | 1922                 | 1922            | Sonia Greene                                                   |
| The Hoard of the Wizard-Beast                  | 1933                 | 1933            | R. H. Barlow                                                   |
| The Horror at Martin’s Beach                   | Jun 1922             | Nov 1923        | Sonia Greene                                                   |
| The Horror in the Burying-Ground               | c. 1933-1934         | mai 1937        | Hazel Heald                                                    |
| The Horror in the Museum                       | Oct 1932             | Jul 1933        | Hazel Heald                                                    |
| The Last Test                                  | c. Oct-Nov 1927      | Nov 1928        | Adolphe de Castro                                              |
| The Man of Stone                               | Summer 1932          | Oct 1932        | Hazel Heald                                                    |
| Medusa's Coil                                  | c. May-Aug 1930      | Jan 1939        | Zealia Bishop                                                  |
| The Mound (povestire)                          | c. Dec 1929-Jan 1930 | Nov 1940        | Zealia Bishop                                                  |
| The Night Ocean                                | Summer 1936          | Winter 1939     | R. H. Barlow                                                   |
| Out of the Aeons                               | c. Aug 1933          | Apr 1935        | Hazel Heald                                                    |
| Poetry and the Gods                            | c. Summer 1920       | Sep 1920        | Anna Helen Crofts                                              |
| Relic of a Forgotten World                     | 1934                 | 1934            | Hazel Heald                                                    |
| The Slaying of the Monster                     | 1933                 | 1933            | R. H. Barlow                                                   |
| The Sorcery of Aphlar                          | 1934                 | 1934            | Duane W. Rimel                                                 |
| The Thing in the Moonlight                     | Nov 1927             | Jan 1941        | J. Chapman Miske                                               |
| Through the Gates of the Silver Key            | Oct 1932-Apr 1933    | Jul 1934        | Edgar Hoffmann Price                                           |
| Till A’the Seas                                | Jan 1935             | Summer 1935     | R. H. Barlow                                                   |
| The Trap                                       | c. Summer 1931       | Mar 1932        | Henry S. Whitehead                                             |
| The Tree on the Hill                           | mai 1934             | Sep 1940        | Duane W. Rimel                                                 |
| Two Black Bottles                              | Jun-oct 1926         | Aug 1927        | Wilfred Blanch Talman                                          |
| Under the Pyramids                             | Feb 1924             | May-Jul 1924    | Harry Houdini                                                  |
| In the Walls of Eryx (Între zidurile din Eryx) | Jan 1936             | Oct 1939        | Kenneth Sterling                                               |
| Winged Death                                   | c. Summer 1932       | Mar 1934        | Hazel Heald                                                    |

## Opere de tinerețe
- "The Alchemist" (1908 / Nov 1916)
- "The Beast in the Cave" (Spr 1904-21 Apr 1905 / Jun 1918)
- "The Haunted House" (<1902; nepublicat, nonextant)
- "John, the Detective" (<1902; nepublicat, nonextant)
- "The Little Glass Bottle" (c.1898-9 / 1959)
- "The Mysterious Ship" (1902 / 1959)
- "The Mystery of the Grave-Yard" (c.1898-9 / 1959)
- "The Noble Eavesdropper" (1897; nepublicat, nonextant)
- "The Picture" (1907; nepublicat, nonextant)
- "The Secret of the Grave" (<1902; nepublicat, nonextant, mai simply be 'The Mystery of the Grave-Yard')
- "The Secret Cave, or John Lees Adventure" (c.1898-9 / 1959)

## Poezie
- The Poem of Ulysses, or The Odyssey  [8 November 1897]
- Ovid's Metamorphoses  [1898-1902]
- H. Lovecraft's Attempted Journey betwixt Providence & Fall River on the N.Y.N.H. & H.R.R.  [1901]
- Poemata Minora, Volume II  [1902]  
  - Ode to Selene or Diana
  - To the Old Pagan Religion
  - On the Ruin of Rome
  - To Pan
  - On the Vanity of Human Ambition
- C.S.A. 1861-1865: To the Starry Cross of the SOUTH [1902]
- De Triumpho Naturae  [July 1905]
- The Members of the Men's Club of the First Universalist Church of Providence, R.I., to Its President, About to Leave for Florida on Account of His Health  [c. 1908-12]
- To His Mother on Thanksgiving [30 November 1911]
- To Mr. Terhune, on His Historical Ficțiune  [c. 1911-13]
- Providence in 2000 A.D.  [4 March 1912]
- New-England Fallen  [April 1912]
- On the Creation of Niggers  [1912]
- Fragment on Whitman  [c. 1912]
- On Robert Browning [c. 1912]
- On a New-England Village Seen by Moonlight  [7 septembrie 1913]
- Quinsnicket Park  [1913]
- To Mr. Munroe, on His Instructive and Entertaining Account of Switzerland  [1 January 1914]
- Ad Criticos  [January-May? 1914]
- Frustra Praemunitus  [June? 1914]
- De Scriptore Mulieroso  [June? 1914]
- To General Villa  [Summer 1914]
- On a Modern Lothario  [July-August 1914]
- The End of the Jackson War  [October 1914]
- To the Members of the Pin-Feathers on the Merits of Their Organisation, and of Their New Publication, The Pinfeather  [November 1914]
- To the Rev. James Pyke  [November 1914]
- To an Accomplished Young Gentlewoman on Her Birthday, Decr. 2, 1914  [2 December? 1914]
- Regner Lodbrog's Epicedium  [c. December 1914]
- The Power of Wine: A Satire  [c. 8 December 1914]
- The Teuton's Battle-Song  [c. 17 December 1914]
- New England  [18 December 1914]
- Gryphus in Asinum Mutatus  [1914?]
- To the Members of the United Amateur Press Association from the Providence Amateur Press Club [c. 1 January 1915]
- March  [March 1915]
- 1914  [March 1915]
- The Simple Speller's Tale  [April 1915]
- On Slang [April 1915]
- An Elegy on Franklin Chase Clark, M.D.  [29 April 1915]
- The Bay-Stater's Policy  [June 1915]
- The Crime of Crimes  [July 1915]
- Ye Ballade of Patrick von Flynn  [c. 23 august 1915]
- The Issacsonio-Mortoniad  [c. 14 septembrie 1915]
- On Receiving a Picture of Swans  [c. 14 septembrie 1915]
- Unda; or, The Bride of the Sea  [c. 30 septembrie 1915]
- [On "Unda; or, The Bride of the Sea"]  [c. 30 septembrie 1915]
- To Charlie of the Comics  [c. 30 septembrie 1915]
- Gems from In a Minor Key  [October 1915]
- The State of Poetry  [October 1915]
- The Magazine Poet  [October 1915]
- A Mississippi Autumn  [December 1915]
- On the Cowboys of the West  [December 1915]
- To Samuel Loveman, Esquire, on His Poetry and Drama, Writ in the Elizabethan Style  [December 1915]
- An American to Mother England  [January 1916]
- The Bookstall  [January 1916]
- A Rural Summer Eve  [January 1916]
- To the Late John H. Fowler, Esq.  [March 1916]
- R. Kleiner, Laureatus, in Heliconem  [April 1916]
- Temperance Song  [Spring 1916]
- Lines on Gen. Robert Edward Lee  [c. 18 mai 1916]
- Content  [June 1916]
- My Lost Love  [c. 10 June 1916]
- The Beauties of Peace  [27 June 1916]
- The Smile  [July 1916]
- Epitaph on ye Letterr Rrr........  [29 august 1916]
- The Dead Bookworm  [c. 29 august 1916]
- [On Phillips Gamwell]  [1 septembrie 1916]
- Inspiration  [October 1916]
- Respite  [October 1916]
- The Rose of England  [October 1916]
- The Unknown  [October 1916]
- Ad Balneum  [c. October 1916]
- [On Kelso the Poet]  [October? 1916]
- Providence Amateur Press Club (Deceased) to the Athenaeum Club of Journalism  [24 November 1916]
- Brotherhood  [December 1916]
- Brumalia  [December 1916]
- The Poe-et's Nightmare  [1916]
- Futurist Art  [January 1917]
- On Receiving a Picture of the Marshes of Ipswich  [January 1917]
- The Rutted Road  [January 1917]
- An Elegy on Phillips Gamwell, Esq.  [5 January 1917]
- Lines on Graduation from the R.I. Hospital's School of Nurses  [c. 13 January 1917]
- Fact and Fancy  [February 1917]
- The Nymph's Reply to the Modern Business Man  [February 1917]
- Pacifist War Song—1917  [March 1917]
- Percival Lowell  [March 1917]
- To Mr. Lockhart, on His Poetry  [March 1917]
- Britannia Victura  [April 1917]
- Spring  [April 1917]
- A Garden  [April 1917]
- Sonnet on Myself  [April 1917]
- April  [24 April 1917]
- Iterum Conjunctae  [mai 1917]
- The Peace Advocate  [mai 1917]
- To Greece, 1917  [May? 1917]
- On Receiving a Picture of ye Towne of Templeton, in the Colonie of Massachusetts-Bay, with Mount Monadnock, in New-Hampshire, Shewn in the Distance  [June 1917]
- The Poet of Passion  [June 1917]
- Earth and Sky  [July 1917]
- Ode for July Fourth, 1917  [July 1917]
- On the Death of a Rhyming Critic  [July 1917]
- Prologue to "Fragments from an Hour of Inspiration" by Jonathan E. Hoag  [July 1917]
- To M.W.M.  [July 1917]
- To the Incomparable Clorinda  [July 1917]
- To Saccharissa, Fairest of Her Sex  [July 1917]
- To Rhodoclia—Peerless among Maidens  [July 1917]
- To Belinda, Favourite of the Graces  [July 1917]
- To Heliodora—Sister of Cytheraea  [July 1917]
- To Mistress Sophia Simple, Queen of the Cinema  [August 1917]
- An American to the British Flag  [November 1917]
- Autumn  [November 1917]
- Nemesis  [1 November 1917]
- Astrophobos  [c. 25 November 1917]
- Lines on the 25th. Anniversary of the Providence Evening News, 1892-1917  [December 1917]
- Sunset  [December 1917]
- Old Christmas  [late 1917]
- To the Arcadian  [late 1917]
- To the Nurses of the Red Cross  [1917]
- The Introduction  [1917?]
- A Summer Sunset and Evening  [1917?]
- A Winter Wish  [2 January 1918]
- Laeta; a Lament  [February 1918]
- To Jonathan E. Hoag, Esq.  [February 1918]
- The Volunteer  [February 1918]
- Ad Britannos—1918  [April 1918]
- Ver Rusticum  [1 April 1918]
- To Mr. Kleiner, on Receiving from Him the Poetical Works of Addison, Gay, and Somerville  [10 April 1918]
- A Pastoral Tragedy of Appleton, Wisconsin  [c. 27 mai 1918]
- On a Battlefield in Picardy  [30 mai 1918]
- Psychopompos: A Tale in Rhyme  [late 1917-summer 1918]
- A June Afternoon  [June 1918]
- The Spirit of Summer  [27 June 1918]
- Grace  [July 1918]
- The Link  [July 1918]
- To Alan Seeger  [July 1918]
- August  [August 1918]
- Damon and Delia, a Pastoral  [August 1918]
- Phaeton  [August 1918]
- To Arthur Goodenough, Esq.  [20 august 1918]
- Hellas  [septembrie 1918]
- To Delia, Avoiding Damon  [septembrie 1918]
- Alfredo; a Tragedy  [14 septembrie 1918]
- The Eidolon  [October 1918]
- Monos: An Ode  [October 1918]
- Germania—1918  [November 1918]
- To Col. Linkaby Didd  [1 November 1918]
- Ambition  [December 1918]
- A Cycle of Verse  [November-December 1918] 
  - Oceanus
  - Clouds
  - Mother Earth
- To the Eighth of November  [13 December 1918]
- To the A.H.S.P.C., on Receipt of the Christmas Pippin  [December? 1918]
- The Conscript  [1918?]
- Greetings  [January 1919]
- Theodore Roosevelt  [January 1919]
- To Maj.-Gen. Omar Bundy, U.S.A.  [January 1919]
- To Jonathan Hoag, Esq.  [February 1919]
- Despair  [c. 19 February 1919]
- In Memoriam: J.E.T.D.  [March 1919]
- Revelation  [March 1919]
- April Dawn  [10 April 1919]
- Amissa Minerva  [mai 1919]
- Damon: A Monody  [mai 1919]
- Hylas and Myrrha: A Tale  [mai 1919]
- North and South Britons  [mai 1919]
- To the A.H.S.P.C., on Receipt of the mai Pippin  [May? 1919]
- Helene Hoffman Cole: 1893-1919  [June 1919]
- John Oldham: A Defence  [June 1919]
- [On Prohibition]  [30 June 1919]
- Myrrha and Strephon  [July 1919]
- The House  [c. 16 July 1919]
- Monody on the Late King Alcohol  [August 1919]
- The Pensive Swain  [October 1919]
- The City  [October 1919]
- Oct. 17, 1919  [October 1919]
- On Collaboration  [20 October 1919]
- To Edward John Moreton Drax Plunkett, Eighteenth Baron Dunsany  [November 1919]
- Wisdom  [November 1919]
- Birthday Lines to Margfred Galbraham  [November 1919]
- The Nightmare Lake  [December 1919]
- Bells  [11 December 1919]
- January  [January 1920]
- To Phillis  [January 1920]
- Tryout's Lament for the Vanished Spider  [January 1920]
- Ad Scribam  [February 1920]
- On Reading Lord Dunsany's Book of Wonder  [March 1920]
- To a Dreamer  [25 April 1920]
- Cindy: Scrub Lady in a State Street Skyscraper  [June 1920]
- The Poet's Rash Excuse  [July 1920]
- With a Copy of Wilde's Fairy Tales  [July 1920]
- Ex-Poet's Reply  [July? 1920]
- To Two Epgephi  [July? 1920]
- On Religion  [August 1920]
- The Voice  [August 1920]
- On a Grecian Colonnade in a Park  [20 august 1920]
- The Dream  [septembrie 1920]
- October  [1]  [October 1920]
- To S.S.L.—Oct. 17, 1920  [October 1920]
- Christmas  [November 1920]
- To Alfred Galpin, Esq.  [November? 1920]
- Theobaldian Aestivation  [11 November 1920]
- S.S.L.: Christmas 1920  [December? 1920]
- On Receiving a Portraiture of Mrs. Berkeley, ye Poetess  [25 December 1920]
- The Prophecy of Capys Secundus  [11 January 1921]
- To a Youth  [February 1921]
- To Mr. Hoag  [February 1921]
- The Pathetick History of Sir Wilful Wildrake  [Spring? 1921]
- On the Return of Maurice Winter Moe, Esq., to the Pedagogical Profession  [June 1921]
- Medusa: A Portrait  [29 November 1921]
- To Mr. Galpin  [December 1921]
- Sir Thomas Tryout  [December 1921]
- On a Poet's Ninety-first Birthday  [10 February 1922]
- Simplicity: A Poem  [c. 18 mai 1922]
- To Saml: Loveman, Gent.  [Summer? 1922]
- Plaster-All  [August? 1922]
- To Zara  [31 august 1922]
- To Damon  [November? 1922]
- Waste Paper  [late 1922? începutul lui 1923?]
- To Rheinhart Kleiner, Esq.  [January 1923]
- Chloris and Damon  [January 1923]
- To Mr. Hoag  [February? 1923]
- To Endymion  [April? 1923]
- The Feast  [mai 1923]
- [On Marblehead]  [10 July 1923]
- To Mr. Baldwin, on Receiving a Picture of Him in a Rural Bower  [29 septembrie 1923]
- Lines for Poets' Night at the Scribblers' Club  [October? 1923]
- [On a Scene in Rural Rhode Island]  [8 November 1923]
- Damon and Lycë  [13 December 1923]
- To Mr. Hoag  [c. 3 February 1924]
- [On the Pyramids]  [c. February 1924]
- [Stanzas on Samarkand I-III]  [February-March 1924]
- Providence  [26 septembrie 1924]
- [On The Thing in the Woods by Harper Williams]  [c. 29 November 1924]
- Solstice  [25 December 1924]
- To Saml Loveman, Esq.  [c. 14 January 1925]
- To George Kirk, Esq.  [18 January 1925]
- My Favourite Character  [31 January 1925]
- [On the Double-R Coffee House]  [1 February 1925]
- To Mr. Hoag  [c. 10 February 1925]
- The Cats  [15 February 1925]
- [On Rheinhart Kleiner Being Hit by an Automobile]  [c. 16 February 1925]
- To Xanthippe, on Her Birthday—March 16, 1925  [March 1925]
- Primavera  [April 1925]
- [To Frank Belknap Long on His Birthday]  [April? 1925]
- A Year Off  [24 July 1925]
- To an Infant  [26 august 1925]
- [On a Politician]  [c. 24-27 October 1925]
- [On a Room for Rent]  [c. 24-27 October 1925]
- October  [2]  [30 October 1925]
- To George Willard Kirk, Gent., of Chelsea-Village, in New-York, upon His Birthday, Novr. 25, 1925  [24 November 1925]
- [On Old Grimes by Albert Gorton Greene]  [December 1925]
- Festival  [December 1925]
- To Jonathan Hoag  [10 February 1926]
- Hallowe'en in a Suburb  [March 1926]
- In Memoriam: Oscar Incoul Verelst of Manhattan: 1920-1926  [c. 28 June 1926]
- The Return  [December 1926]
- Εις Σφιγγην  [December 1926]
- Hedone  [3 January 1927]
- To Miss Beryl Hoyt  [February 1927]
- To Jonathan E. Hoag, Esq.  [February? 1927]
- [On J.F. Roy Erford]  [18 June 1927]
- [On Ambrose Bierce]  [c. June 1927]
- [On Cheating the Post Office]  [c. 14 august 1927]
- [On Newport, Rhode Island]  [17 septembrie 1927]
- The Absent Leader  [12 October 1927]
- Ave atque Vale  [18 October 1927]
- To a Sophisticated Young Gentleman  [15 December 1928]
- The Wood  [January 1929]
- An Epistle to the Rt. Honble Maurce Winter Moe, Esq.  [July 1929]
- [Stanzas on Samarkand IV]  [8 November 1929]
- Lines upon the Magnates of the Pulp  [November 1929]
- The Outpost  [26 November 1929]
- The Ancient Track  [26 November 1929]
- The Messenger  [30 November 1929]
- The East India Brick Row  [12 December 1929]
- The Fungi From Yuggoth  [27 December 1929-4 January 30]  
  - I. The Book
  - II. Pursuit
  - III. The Key
  - IV. Recognition
  - V. Homecoming
  - VI. The Lamp
  - VII. Zaman's Hill
  - VIII. The Port
  - IX. The Courtyard
  - X. The Pigeon-Flyers
  - XI. The Well
  - XII. The Howler
  - XIII. Hesperia
  - XIV. Star-Winds
  - XV. Antarktos
  - XVI. The Window
  - XVII. A Memory
  - XVIII. The Gardens of Yin
  - XIX. The Bells
  - XX. Night-Gaunts
  - XXI. Nyarlathotep
  - XXII. Azathoth
  - XXIII. Mirage
  - XXIV. The Canal
  - XXV. St. Toad's
  - XXVI. The Familiars
  - XXVII. The Elder Pharos
  - XXVIII. Expectancy
  - XXIX. Nostalgia
  - XXX. Background
  - XXXI. The Dweller
  - XXXII. Alienation
  - XXXIII. Harbour Whistles
  - XXXIV. Recapture  [November 1929]
  - XXXV. Evening Star
  - XXXVI. Continuity
- Veteropinguis Redivivus  [Summer 1930?]
- To a Young Poet in Dunedin  [c. 29 mai 1931] 
  - FUNGI from YUGGOTH, 6.Nyarlathotep and 7. Azathoth. Verses printed in Jan. 1931 WEIRD TALES.
- On an Unspoil'd Rural Prospect  [30 august 1931]
- Bouts Rimés  [23 mai 1934] 
  - Beyond Zimbabwe
  - The White Elephant
- [Anthem of the Kappa Alpha Tau]  [c. 7 august 1934]
- Edith Miniter  [10 septembrie 1934]
- [Little Sam Perkins]  [c. 17 septembrie 1934]
- [Metrical Example]  [27 February 1935]
- Dead Passion's Flame  [Summer 1935]
- Arcadia  [Summer 1935]
- Lullaby for the Dionne Quintuplets  [Summer 1935]
- The Odes of Horace: Book III, ix  [22 January 1936]
- In a Sequester'd Providence Churchyard Where Once Poe Walk'd  [8 august 1936]
- To Mr. Finlay, upon His Drawing for Mr. Bloch's Tale, "The Faceless God"  [c. 30 November 1936]
- To Clark Ashton Smith, Esq., upon His Phantastick Tales, Verses, Pictures, and Sculptures  [c. 11 December 1936]
- The Decline and Fall of a Man of the World  [n.d.]
- [Epigrams]  [n.d.]
- Gaudeamus  [n.d.]
- The Greatest Law  [n.d.]
- Life's Mystery  [n.d.]
- On Mr. L. Phillips Howard's Profound Poem EnTitlud "Life's Mystery"  [n.d.]
- Nathicana  [n.d.]
- On an Accomplished Young Linguist  [n.d.]
- "The Poetical Punch" Pushed from His Pedestal  [n.d.]
- The Road to Ruin  [n.d.]
- Saturnalia  [n.d.]
- Sonnet Study  [n.d.]
- Sors Poetae  [n.d.]
- To Samuel Loveman, Esq.  [n.d.]
- To "The Scribblers"  [n.d.]
- Verses Designed to Be Sent by a Friend of the Author to His Brother-in-Law on New Year's Day  [n.d.]
- [Christmas Greetings]  [n.d.] 
  - To Eugene B. Kuntz et al.
  - To Laurie A. Sawyer
  - To Sonia H. Greene
  - To Rheinhart Kleiner
  - To Felis (Frank Belknap Long's Cat)
  - To Annie E.P. Gamwell
  - To Felis (Frank Belknap Long's Cat)

## Lucrări filosofice
- The Crime of the Century (1915)
- The Renaissance of Manhood (1915)
- Liquor and Its Friends (1915)
- More Chain Lightning (1915)
- Old England and the "Hyphen" (1916)
- Revolutionary Mythology (1916)
- The Symphonic Ideal (1916)
- Editors Note to McGavacks "Genesis of the Revolutionary War" (1917)
- A Remarkable Document (1917)
- At the Root (1918)
- Merlinus Redivivus (1918)
- Time and Space (1918)
- Anglo Saxondom (1918)
- Americanism (1919)
- The League (1919)
- Bolshevism (1919)
- Idealism and Materialism – A Reflection (1919)
- Life for Humanity's Sake (1920)
- In Defence of "Dagon" (1921)
- Nietzscheism and Realism (1922)
- East and West Harvard Conservatism (1922)
- The Materialist Today (1926)
- Some Causes of Self-Immolation (1931)
- Some Repetitions on the Times (1933)
- Heritage or Modernism: Common Sense in Art Forms (1935)
- Objections to Orthodox Communism (1936)

## Lucrări științifice
- The Art of Fusion, Melting Pudling & Casting (1899)
- Chemistry, 4 volumes (1899)
- A Good Anaesthetic (1899)
- The Railroad Review (1901)
- The Moon (1903)
- The Scientific Gazette (1903-4)
- Astronomy/The Monthly Almanack (1903-4)
- The Rhode Island Journal of Astronomy (1903-7)
- Annals of the Providence Observatory (1904)
- Providence Observatory Forecast (1904)
- The Science Library, 3 volumes (1904)
- Astronomy articles for The Pawtuxet Valley Gleaner (1906)
- Astronomy articles for The Providence Tribune (1906-8)
- Third Annual Report of the Providence Meteorological Station (1906)
- Celestial Objects for All (1907)
- Astronomical Notebook (1909-15)
- Astronomy articles for The Providence Evening News (1914-8)
- "Bickerstaffe" articles from The Providence Evening News (1914) 
  - "Science versus Charlatanry" (9 septembrie 1914)
  - "The Falsity of Astrology" (10 October 1914)
  - "Astrology and the Future" (13 October 1914)
  - "Delavan's Comet and Astrology" (26 October 1914)
  - "The Fall of Astrology" (17 December 1914)
- Astronomy articles for The Asheville Gazette-News (1915)
- Editor's Note to MacManus' "The Irish and the Fairies" (1916)
- The Truth about Mars (1917)
- The Cancer of Superstition (1926)

## Scrieri diverse
- A Task for Amateur Journalists (1914)
- Departments of Public Criticism (1914-19)
- What Is Amateur Journalism? (1915)
- Consolidations Autopsy (1915)
- Consolidation's Autopsy (1915)
- The Amateur Press (1915)
- The Morris Faction (1915)
- For President – Leo Fritter(1915)
- Introducing Mr. Chester Pierce Munroe (1915)
- The Question of the Day (1915)
- [Random Notes], from The Conservative (1915)
- Editorials, from The Conservative (1915)
- Finale (1915)
- New Department Proposed: Instruction for the New Recruit (1915)
- Amateur Notes (1915)
- Some Political Phases (1915)
- Introducing Mr. John Russell (1915)
- In a Major Key (1915)
- The Conservative and His Critics (1915)
- The Dignity of Journalism (1915)
- The Youth of Today (1915)
- An Imparitial Spectator (1915)
- Symphony and Stress (1915)
- Little Journeys to the Homes of Prominent Amateurs [biography of A.F. Lockhart] (1915)
- Reports of the First Vice-President (1915-16)
- Systematic Instruction in the United (1915-16)
- Introducing Mr. James T. Pyke (1916)
- Editorial, from The Providence Amateur (1916)
- United Amateur Press Association: Exponent of Amateur Journalism (1916)
- Among the New-Comers (1916)
- Among the Amateurs (1916)
- Concerning "Persia – In Europe" (1917)
- Amateur Standards (1917)
- A Request (1917)
- A Reply to The Lingerer (1917)
- Editorially (1917)
- News Notes (1917)
- The United's Problem (1917)
- Little Journeys to the Homes of Prominent Amateurs [biography of E.J. Barnhart] (1917)
- President's Messages, from The United Amateur (1917-8)
- Comment (1918)
- Les Mouches Fantastiques (1918)
- Amateur Criticism (1918)
- The United: 1917-1918 (1918)
- The Amateur Press Club (1918)
- Helene Hoffman Cole – Littérateur (1919)
- Trimmings (1919)
- For Official Editor – Anne Tillery Renshaw (1919)
- Amateurdom (1919)
- Looking Backward (1920)
- For What Does the United Stand? (1920)
- [UnTitlud], from The Tryout (1920)
- Editor's Note to Loveman's "A Scene for Macbeth" (1920)
- Amateur Journalism – Its Possible Needs and Betterment (1920) *The Pseudo-United (1920)
- [UnTitlud fragments], from The United Amateur (1920-1)
- Editorials, from The United Amateur (1920-5)
- News Notes (1920-5)
- What Amateur Journalism and I Have Done for Each Other (1921)
- Lucubrations Lovecraftian (1921)
- The Vivisector (1921-3)
- The Haverhill Convention (1921-3)
- The Convention Banquet (1921-3)
- "Rainbow" Called Best First Issue (1922)
- President's Messages, from The National Amateur (1922-3)
- Rursus Adsumus (1923)
- Bureau of Critics (1923)
- [Random Notes], from The Conservative (1923)
- The President's Annual Report (1923)
- A Matter of Uniteds (1927)
- The Convention (1930)
- Bureau of Critics (1932-6)
- Mrs. Miniter – Estimates and Recollections (1934)
- Dr. Eugene B. Kuntz (1935)
- Some Current Motives and Practices (1936)
- [Literary Review] (1936)
- Defining the "Ideal" Paper (1936)
- Report of the Executive Judges (1936)
- Metrical Regularity (1915)
- The Allowable Rhyme (1915)
- The Proposed Authors Union (1916)
- The Vers Libre Epidemic (1917)
- Poesy (1918)
- The Despised Pastoral (1918)
- The Literature of Rome (1918)
- The Simple Spelling Mania (1918)
- The Case for Classicism (1919)
- Literary Composition (1919)
- Winifred Virginia Jackson: A Different Poetess (1921)
- Ars Gratia Artis (1921)
- The Poetry of Lilian Middleton (1922)
- Lord Dunsany and His Work (1922)
- Rudis Indigestaque Moles (1923)
- Introduction to Hoags Poetical Works (1923)
- In the Editors Study (1923)
- [Random Notes On Philistine-Grecian controversy] (1923)
- Review of Ebony and Crystal by Clark Ashton Smith (1923)
- The Professional Incubus (1924)
- The Omnipresent Philistine (1924)
- "The Work of Frank Belknap Long, Jr." (1924)
- Supernatural Horror in Literature (1925-1927)
- Preface to Bullens White Fire (1927)
- Preface to Symmes Old World Footprints (1928)
- Notes on Alias Peter Marchall by A. F. Lorenz (1929?)
- Notes on Verse Technique (1932)
- Foreword to Kuntzs Thoughts and Pictures (1932)
- [Notes on Weird Ficțiune] (1933)
- Weird Story Plots (1933)
- Notes on Writing Weird Ficțiune (1934)
- Some Notes on Interplanetary Ficțiune (1935)
- What Belongs in Verse (1935)
- Suggestions for a Reading Guide (1936)
- The Trip of Theobald (1927)
- Vermont – A First Impression (1927)
- Observations on Several Parts of America (1928)
- An Account of a Trip to the Fairbanks House (1929)
- Travels in the Provinces of America (1929)
- An Account of a Visit to Charleston (1930)
- An Account of Charleston (1930)
- A Description of the Town of Quebeck (1930-31)
- European Glimpses (1932) (revision of a Sonia Greene's journey report)
- Some Dutch Footprints in New England (1933)
- Homes and Shrines of Poe (1934)
- The Unknown City in the Ocean (1934)
- Charleston (1936)
- The Brief Autobiography of an Inconsequential Scribbler (1919)
- Within the Gates (1921)
- A Confession of Unfaith (1922)
- Diary (1925)
- Commercial Blurbs (1925)
- Cats and Dogs (1926)
- Notes on Hudson Valley History (1929)
- Autobiography of Howard Phillips Lovecraft (1930- )
- Correspondence between Wilson Shepherd and R. H. Barlow (1932)
- In Memoriam: Henry St. Claire Whitehead (1932)
- Some Notes on a Nonentity (1933)
- In Memoriam: Robert Ervin Howard (1936)
- Commonplace Book (1919-1935)
- [Death Diary] (1937)

## Retipăriri și colecții
Următoarele sunt retipăriri moderne și culegeri ale lucrărilor lui Lovecraft. Această listă include numai edițiile unor editorii selectați, prin urmare, această listă nu este exhaustivă:
- Din  Arkham House
  - cu texte corectate de către S. T. Joshi:
    - At the Mountains of Madness and Other romans (a 7-a ediție & corectată), S. T. Joshi (ed.), 1985.  (ISBN 0-87054-038-6)
    - Dagon and Other Macabre Tales, S. T. Joshi (ed.), 1987. (ISBN 0-87054-039-4)
    - The Dunwich Horror and Others (a 9-a ediție & corectată), S. T. Joshi (ed.), 1984. (ISBN 0-87054-037-8)
    - The Horror in the Museum and Other Revisions, S.T. Joshi (ed.), 1989. (ISBN 0-87054-040-8)

  - Miscellaneous Writings (ISBN 0-87054-168-4)
- Din  Ballantine/Del Rey:
  - The Tomb and Other Tales (ISBN 0-345-33661-5)
  - Tales of the Cthulhu Mythos (ISBN 0-345-42204-X)
  - The Doom That Came to Sarnath and Other Stories (ISBN 0-345-33105-2)
  - The Lurking Fear and Other Stories (ISBN 0-345-32604-0)
  - The Dream-Quest of Unknown Kadath (ISBN 0-345-33779-4)
  - The Case of Charles Dexter Ward (ISBN 0-345-35490-7)
  - At the Mountains of Madness and Other Tales of Terror (ISBN 0-345-32945-7)
  - The Best of H. P. Lovecraft: Bloodcurdling Tales of Horror and the Macabre (ISBN 0-345-35080-4)
  - The Road to Madness (ISBN 0-345-38422-9)
  - Dreams of Terror and Death: The Dream Cycle of H. P. Lovecraft (ISBN 0-345-38421-0)
  - Waking Up Screaming: Haunting Tales of Terror (ISBN 0-345-45829-X)

- Din  Classic CD Books:
  - începutul lui Horror Works (ISBN 978-0-9764805-2-5)
  - More începutul lui Horror Works (ISBN 978-0-9764805-6-3)

- Din  Donald M. Grant, Publisher, Inc.:
  - To Quebec and the Stars

- Din  Ecco Press:
  - Tales of H.P. Lovecraft (cu o introducere de Joyce Carol Oates) (ISBN 0-88001-541-1)

- Din  Gollancz:
  - Necronomicon: The Best Weird Tales of H.P. Lovecraft: Commemorative Edition (editat cu o postfață de Stephen Jones) ISBN 978-0-575-08156-7 Cased; 978-0-575081-574 Produs pentru export.

- Din  Harper Collins:
  - Omnibus 1: At the Mountains of Madness (ISBN 0-586-06322-6)
  - Omnibus 2: Dagon and other Macabre Tales (ISBN 0-586-06324-2)
  - Omnibus 3: The Haunter of the Dark (ISBN 0-586-06323-4)

- Din  Hippocampus Press:
  - The Shadow out of Time (ISBN 0-9673215-3-0)
  - From the Pest Zone: The New York Stories (ISBN 0-9673215-8-1)
  - The Annotated Fungi From Yuggoth (ISBN 0-9721644-7-2)
  - Collected Essays (ISBN 0-9721644-1-3)
    - Volume 1. Amateur Journalism
    - Volume 2. Literary Criticism
    - Volume 3. Science
    - Volume 4. Travel
    - Volume 5: Philosophy; Autobiography and Miscellany (December 2006)
    - CD-ROM (2007)

  - The Annotated Supernatural Horror in Literature (ISBN 0-9673215-0-6 )
  - H. P. Lovecraft: Letters to Alfred Galpin (ISBN 0-9673215-9-X)
  - H. P. Lovecraft: Letters To Rheinhart Kleiner (ISBN 0-9748789-5-2)

- Din  The Library of America
  - H. P. Lovecraft: Tales (Peter Straub, editor) (ISBN 978-1-931082-72-3)

- Din  Night Shade Books:
  - The Ancient Track: The Complete Poetical Works of H. P. Lovecraft (ISBN 1-892389-16-9)
  - Mysteries of Time and Spirit: The Letters of H. P. Lovecraft and Donald Wandrei (ISBN 1-892389-49-5)

- Din  Ohio University Press:
  - H. P. Lovecraft: Lord of a Visible World An Autobiography in Letters edited by S.T. Joshi and David E. Schultz (ISBN 0-8214-1333-3)

- Din  Penguin Classics:
  - The Call of Cthulhu and Other Weird Stories (ISBN 0-14-118234-2)
  - The Thing on the Doorstep and Other Weird Stories (ISBN 0-14-218003-3)
  - The Dreams in the Witch House and Other Weird Stories (ISBN 0-14-243795-6)

- Din Sporting Gentlemen:
  - Against Religion (ISBN 978-0-578-05248-9)